# Samyda
- Commons
- Wikispecies

Samyda L. é um género botânico pertencente à família Salicaceae.

## Sinonímia
- Guayabilla, Guidonia, Guarea.

## Espécies
| - Samyda acuminata - Samyda affinis - Samyda arborea - Samyda bartlettii | - Samyda bazanica - Samyda glabrata - Samyda villosa |

- Lista completa

## Classificação do gênero
| Sistema | Classificação                       | Referência               |
| ------- | ----------------------------------- | ------------------------ |
| Linné   | Classe Dodecandria, ordem Monogynia | Species plantarum (1753) |